# Хуан Дачжоу
Хуа́н Дачжо́у (кит. упр. 黃大洲, пиньинь Huáng Dàzhōu, род. 7 февраля 1936) — тайваньский политик, мэр Тайбэя в 1990—1994 годах, министр Исполнительного Юаня (правительства) Китайской Республики в 1996—1997, председатель национального олимпийского комитета в 1998—2006 годах.

## Биография
Хуан Дачжоу родился в 1936 году на Тайване, который в то время находился под управлением Японии. Получил высшее образование в Национальном университете Тайваня. В 1971 году защитил докторскую в университете Корнелла (США). После возвращения на Тайвань преподавал в Национальном университете Тайваня. В 1990 году избран мэром Тайбэя.